# Empis echigoensis
Empis echigoensis är en tvåvingeart som beskrevs av Saigusa 1964. Empis echigoensis ingår i släktet Empis och familjen dansflugor. Inga underarter finns listade i Catalogue of Life.